# João Ferreira (athlétisme)
Pour les articles homonymes, voir joão Ferreira.
João Pedro Gonçalves Ferreira (né le 20 octobre 1986 à Lisbonne) est un athlète portugais, spécialiste du 400 mètres et du sprint.

## Biographie
Avec l'équipe nationale du Portugal (2er1 à Leiria le 20 juin 2009 et composée de Dany Gonçalves, Arnaldo Abrantes, João Ferreira et Francis Obikwelu), il détient le record national en 39 s 02, établi en 2009 ; record battu en 38 s 88, 6e en finale à Barcelone le 1er août 2010 (Ricardo Monteiro, Francis Obikwelu, Arnaldo Abrantes, João Ferreira).

## Performances
Ses meilleurs temps sont :
- 100 mètres : 10 s 55 (2008)
- 200 mètres : 21 s 03 (2008)
- 400 mètres : 46 s 66 à Leiria le 20 juin 2009
- 110 m haies : 13 s 97 en 2010
- 400 m haies : 49 s 63 en 2011
- 4 × 100 mètres : 38 s 88, record national du Portugal